# Clarence Hill (meurtrier)
Clarence Edward Hill est un citoyen américain exécuté en 2006 en dépit d'un recours qui entraîne la prise en compte du huitième amendement à la constitution des États-Unis interdisant les châtiments cruels et inhabituels.

## Crime et condamnation à mort
En 1983, Hill est reconnu coupable du meurtre, le 19 octobre 1982, de Stephen Taylor, agent de police de Pensacola, en Floride, à l'occasion du cambriolage d'une banque. Il est alors condamné à mort.
Son complice lors de ce cambriolage, Cliff Jackson, qui plaide coupable, est condamné à la prison à vie, et devrait y rester jusqu'en 2085 à la suite du rejet de sa demande de libération en 2018.

## Dernier recours et exécution
Après avoir épuisé tous les recours possibles, Clarence Hill voit son exécution par injection létale programmée le 24 janvier 2006. Elle est arrêtée au tout début du processus par un sursis temporaire accordé par le juge Anthony Kennedy, un des neuf membres de la Cour suprême des États-Unis, à la suite d'une nouvelle démarche de Todd Doss, l'avocat de Hill.
Ce dernier fait valoir que l'exécution par injection létale viole les droits de son client définis par le huitième amendement qui protège les citoyens américains contre les « peines cruelles et inhabituelles ». Doss plaide donc en ce sens devant une cour suprême divisée sur le sujet fin avril.
Le 12 juin 2006, Anthony Kennedy publie l'avis unanime de la cour suprême suivant  : Hill est autorisé à déposer un recours au nom du huitième amendement, la cour suprême n'entrant pas dans le débat de l'éventuelle cruauté de l'injection létale,.
Le nouveau recours de Clarence Hill est repoussé par l'État de Floride le 1er septembre de cette année, le gouverneur Jeb Bush ayant confirmé les avis des tribunaux. Selon lui, le recours aurait dû être déposé bien des années plus tôt. De nouveau sollicitée, la cour suprême décide le 20 septembre de ne pas s'opposer à l'exécution de Hill, qui a lieu le jour même en fin d'après-midi.

## Application du huitième amendement
Faire appel au huitième amendement permet  à l'avocat de Clarence Hill d'obtenir le droit de déposer un recours d'un nouveau type, alors qu'il n'avait plus la possibilité d'évoquer l'habeas corpus. Dans sa plaidoirie, il fait valoir que certains produits utilisés dans le cadre de l'injection létale provoquent des souffrances extrêmes, inutiles, qui ne sont que partiellement cachées par d'autres injections. En effet, si la décision de la cour suprême qui autorise l'évocation du huitième amendement peut s'appliquer à toute forme de mise à mort et laisse la Floride libre d'utiliser un autre protocole d'injection mortelle, c'est cette injection létale, pratiquée par 36 des 38 États prononçant alors des peines de mort, qui est alors au cœur des débats.
Son protocole, qui a été mis au point par le docteur Jay Chapman et prévoit une anesthésie, puis l'injection de produits paralysants et enfin celle de chlorure de potassium devant arrêter le cœur, n'est que peu respecté. De nombreux dysfonctionnements graves sont signalés, en particulier par une étude du Lancet publiée en 2005. En février 2006, par exemple, un juge californien interrompt l'exécution d'un prisonnier. Celle-ci était réalisée en l'absence de médecins et donnait visiblement lieu à des souffrances. Il demande alors la révision du protocole d’injection de cet État.
La décision de la cour suprême en faveur de Clarence Hill, qui s'applique à tout mode d'exécution, donne aux 3 300 condamnés à mort américains en attente de leur exécution une nouvelle possibilité de recours. Cette décision entraîne la suspension de fait des exécutions dans plusieurs États, par exemple pendant 18 mois en Floride.
La controverse liée à l'injection létale est une première fois éteinte par une décision de la cour suprême des États-Unis qui, sollicitée par un recours concernant le protocole d"injection au Kentucky, affirme en 2008 la constitutionnalité de ce mode d'exécution avant de le remettre encore en cause en 2015 en raison de nouvelles dérives dans le suivi des protocoles. Elle confirme finalement ses décisions précédentes en affirmant qu'il revient au condamné de prouver le non-respect du huitième amendement.